# Nico (film)
Nico è un film del 1988 diretto da Andrew Davis. Ha lanciato la carriera cinematografica dell'attore e maestro di Aikidō Steven Seagal, protagonista del film.

## Trama
Il sergente di polizia Nicola Toscani, amichevolmente detto Nico, è un incorruttibile ex agente della CIA di origini italiane. Nato a Palermo nel Secondo dopoguerra, si trasferisce a Chicago dove si appassiona alle arti marziali. Affascinato dall'Aikidō e dalla cultura dell'Estremo Oriente, a soli 17 anni decide di migrare in Giappone per studiare con i più grandi maestri finché, all'età di 22 anni, durante un ricevimento organizzato dall'ambasciata statunitense a Tokyo, conosce Nelson Fox, agente della CIA da lui stesso definito uno strano soggetto, che lo convince ad arruolarsi nei servizi del controspionaggio.
Durante una missione in un villaggio al confine tra Vietnam e Cambogia, Nico è costretto ad assistere passivamente ad alcuni brutali interrogatori eseguiti dal dottor Zagon il quale, con macabro sadismo, inietta droghe e mutila le sue vittime per estorcere informazioni. Il giovane non riesce a sopportare quegli interrogatori e, dopo aver accusato Zagon di essere un macellaio e un sadico, gli sferra un pugno per poi incolpare i suoi uomini di non essere dei soldati, ma solo dei barbari.
Alcuni anni dopo, una volta tornato a Chicago, Toscani mette su famiglia e nel 1988 sua moglie Sara dà alla luce il piccolo Giuliano Nicola. Dopo il battesimo del figlio neonato, Nico vede sua zia che prorompe in un pianto di disperazione perché sua figlia Lucy è scappata di nuovo di casa per andare a convivere con un giovane narcotrafficante e tossicodipendente.
Il poliziotto trova il covo dove sua cugina è nascosta: un appartamento sito in un locale frequentato da ubriaconi, tossicodipendenti e avanzi di galera, il cui proprietario è una spia della CIA. Dopo aver scovato i due ragazzi, Nico trova sul tavolo della cocaina da sniffare. Infuriato, manda via molto sgarbatamente il proprietario del bar,  malmena il fidanzato della cugina e minaccia di arrestarlo. Per ingraziarselo e per evitare l'arresto, il ragazzo prima gli offre una mazzetta di 3.000 dollari, che però viene recisamente rifiutata da Nico, poi confessa che una partita di droga è in arrivo e fa il nome di Carlos Abandano, avvocato difensore delle prostitute e dei narcotrafficanti, nonché uomo di fiducia del super ricercato Tony Salvano, un grosso e pericoloso trafficante di droga.
Nonostante due agenti dell'FBI intervengano maldestramente, Toscani riesce a bloccare Salvano e il suo gorilla aggrappandosi al tettuccio della loro auto e ad arrestarli. Dopo aver requisito il carico, Nico scopre che i criminali non trasportano droga, bensì esplosivo militare C4. Nonostante l'arresto, Salvano e i suoi scagnozzi vengono inspiegabilmente rilasciati 12 ore dopo dall'FBI. L'agente Neeley, membro dell'FBI, ordina al dipartimento di polizia di ignorare il caso Salvano e di non pedinare né lui né i suoi uomini. Contrariato, Nico contesta questa decisione e, con l'aiuto della collega Delores Jackson, contravviene all'ordine.
Intanto, in uno scantinato vicino alla Chiesa di Santa Maria trovano ospitalità decine di profughi provenienti dell'America Latina. Insieme a loro vi è padre Tomasino, un giovane prete di origine Costaricana che si occupa di aiutare i suoi connazionali emigrati negli Stati Uniti e che in confessione ha saputo del diabolico piano della CIA per eliminare il senatore Harrison, capo di una commissione che indaga sul traffico di droga con l'America Centrale che vede implicata la CIA.
Nel tentativo di mettere a tacere padre Tomasino, la CIA, su ordine di Zagon e coadiuvata da Salvano, provoca una violenta deflagrazione in chiesa che causa la morte di 7 persone, tra cui l'aiutante del senatore Harrison. Padre Gennaro, un amico di famiglia, trasportato da Nico in ospedale, sopraggiunge in condizioni disperate e, nonostante il tentativo dei medici di salvargli la vita, spira sotto i ferri a causa delle numerose emorragie interne provocate dall'esplosione.
Toscani incontra in ospedale Neeley e, dopo averlo spintonato vicino all'armadio, lo accusa di aver favoreggiato Salvano e di essere il responsabile dell'attentato in chiesa. Per ripicca, viene prelevato alle 5 del mattino nel suo appartamento e, presso il dipartimento dell'FBI, viene ingiustamente accusato di aver commesso dei crimini e, per questo motivo, gli vengono requisiti il distintivo e la pistola. Seppur sospeso, Nico pedina Salvano e scopre che Zagon è il suo capo nonché suo fornitore.
Zagon e i suoi scagnozzi scoprono padre Tomasino, scampato per caso all'attentato e, dopo essersi introdotti con un sotterfugio nello scantinato, cominciano a torturarlo, quando vengono sorpresi da Lukic, Nico e Delores. La donna sembra avere la peggio ma se la cava perché indossa un antiproiettile, mentre Nico viene sequestrato da Zagon, non prima però di aver ucciso Salvano.
Pur sottoposto da Zagon a iniezioni illegali, Nico riesce a liberarsi e a uccidere lui e i suoi uomini. Gli altri criminali vengono arrestati e il senatore Harrison, salvo, decide di recarsi personalmente a casa di Nico per ringraziarlo e per promettere che tali manovre illegali non saranno più tollerate.

## Produzione
Il film segna il debutto di Steven Seagal, che fu protagonista grazie ad un suo ex allievo di aikidō che consigliò subito Seagal come protagonista. Le riprese si sono svolte a Chicago dall'aprile al giugno 1987, per un totale di oltre 60 giorni di riprese. È considerato il primo film americano a presentare sequenze di combattimento aikidō.

## Distribuzione
Il film è stato distribuito negli Stati Uniti l'8 aprile 1988. In Italia è arrivato nelle sale il 26 luglio.

## Accoglienza

### Critica
Il film ha ricevuto critiche positive. Molti critici hanno espresso una recensione positiva sul film. Sul sito Rotten Tomatoes c'è una valutazione positiva del 53%. Anche Roger Ebert ha dato al film una recensione positiva.

### Incassi
Il film, con un budget di 7.000.000 di dollari, ha incassato un totale di 18.869.631 dollari negli Stati Uniti.